# Volta a Catalunya de 1967
La Volta a Catalunya de 1967 va ser 47a edició de la Volta Ciclista a Catalunya. Es disputà en 8 etapes del 6 al 13 de setembre de 1967 amb un total de 1404,0 km. El vencedor final fou el francès Jacques Anquetil de l'equip Bic per davant d'Antonio Gómez del Moral del Kas i de Robert Hagmann del Grammont-Tigra.
La quarta i la setena etapes estaves dividides en dos sectors. El segon sector de la setena etapa, amb final a l'Estartit, era un contrarellotge.
Victòria final d'Anquetil després que l'any anterior només pogués ser segon. Bon paper d'Antonio Gómez del Moral que va resistir fins a l'etapa contrarellotge.

## Etapes
| Etapa | Data           | Ciutats d'etapa                      | km    | Vencedor de l'etapa     | Líder de la general     |
| ----- | -------------- | ------------------------------------ | ----- | ----------------------- | ----------------------- |
| 1a    | 6 de setembre  | Terrassa – Tortosa                   | 205,0 | Willy Van Neste         | Willy Van Neste         |
| 2a    | 7 de setembre  | Tortosa – Sant Carles de la Ràpita   | 104,0 | Daniel Van Ryckeghem    | Willy Van Neste         |
| 3a    | 8 de setembre  | Sant Carles de la Ràpita – Tarragona | 111,0 | Gregorio San Miguel     | Willy Van Neste         |
| 4a A  | 9 de setembre  | Tarragona - Moià                     | 140,0 | Antonio Gómez del Moral | Antonio Gómez del Moral |
| 4a B  | 9 de setembre  | Moià – Manresa                       | 79,0  | Jan Janssen             | Antonio Gómez del Moral |
| 5a    | 10 de setembre | Manresa - Barcelona - Tàrrega        | 217,0 | Daniel Van Ryckeghem    | Antonio Gómez del Moral |
| 6a    | 11 de setembre | Tàrrega - Camprodon                  | 237,0 | Jan Janssen             | Antonio Gómez del Moral |
| 7a A  | 12 de setembre | Camprodon - Figueres                 | 86,0  | Jan Janssen             | Antonio Gómez del Moral |
| 7a B  | 12 de setembre | Figueres – l'Estartit (CRI)          | 45,0  | Jacques Anquetil        | Jacques Anquetil        |
| 8a    | 13 de setembre | l'Estartit - Castelldefels           | 180,0 | Daniel Van Ryckeghem    | Jacques Anquetil        |

### 1a etapa[1]
06-09-1967: Terrassa – Tortosa, 205,0:
|   | Ciclista            | Equip          | Temps      |
| - | ------------------- | -------------- | ---------- |
| 1 | Willy Van Neste     | Mann-Grundig   | 5h 45' 58" |
| 2 | Robert Hagmann      | Grammont-Tigra | + 18"      |
| 3 | José Antonio Momeñe | Fagor          | m. t.      |

|   | Ciclista            | Equip          | Temps      |
| - | ------------------- | -------------- | ---------- |
| 1 | Willy Van Neste     | Mann-Grundig   | 5h 45' 58" |
| 2 | Robert Hagmann      | Grammont-Tigra | + 18"      |
| 3 | José Antonio Momeñe | Fagor          | m. t.      |

### 2a etapa[2]
07-09-1967: Tortosa – Sant Carles de la Ràpita, 104,0 km.:
|   | Ciclista             | Equip                    | Temps      |
| - | -------------------- | ------------------------ | ---------- |
| 1 | Daniel Van Ryckeghem | Mann-Grundig             | 2h 37' 18" |
| 2 | Bernard Guyot        | Pelforth-Sauvage-Lejeune | m. t.      |
| 3 | Michel Grain         | Bic                      | m. t.      |

|   | Ciclista            | Equip        | Temps      |
| - | ------------------- | ------------ | ---------- |
| 1 | Willy Van Neste     | Mann-Grundig | 8h 23' 06" |
| 2 | José Antonio Momeñe | Fagor        | + 18"      |
| 3 | José Pérez Francés  | Kas          | m. t.      |

### 3a etapa[3]
08-09-1967: Sant Carles de la Ràpita – Tarragona, 111,0 km.:
|   | Ciclista            | Equip | Temps      |
| - | ------------------- | ----- | ---------- |
| 1 | Gregorio San Miguel | Kas   | 6h 41' 07" |
| 2 | Rolf Wolfshohl      | Bic   | + 01"      |
| 3 | José Manuel Lasa    | Fagor | m. t.      |

|   | Ciclista            | Equip        | Temps       |
| - | ------------------- | ------------ | ----------- |
| 1 | Willy Van Neste     | Mann-Grundig | 11h 04' 20" |
| 2 | Gregorio San Miguel | Kas          | + 20"       |
| 3 | José Manuel Lasa    | Fagor        | + 27"       |

### 4a etapa A[4]
9-09-1967: Tarragona - Moià, 140,0 km.:
| Resultat de la 4a etapa A \| \| Ciclista \| Equip \| Temps \| \| - \| ----------------------- \| -------------- \| ---------- \| \| 1 \| Antonio Gómez del Moral \| Kas \| 4h 01' 12" \| \| 2 \| Jos Huysmans \| Mann-Grundig \| m. t. \| \| 3 \| Paul Gutty \| Grammont-Tigra \| m. t. \| |                         |                |            |
| | Ciclista                | Equip          | Temps      |
| 1 | Antonio Gómez del Moral | Kas            | 4h 01' 12" |
| 2 | Jos Huysmans            | Mann-Grundig   | m. t.      |
| 3 | Paul Gutty              | Grammont-Tigra | m. t.      |

### 4a etapa B[4]
09-09-1967: Moià – Manresa, 79,0 km.:
|   | Ciclista     | Equip                    | Temps      |
| - | ------------ | ------------------------ | ---------- |
| 1 | Jan Janssen  | Pelforth-Sauvage-Lejeune | 1h 53' 38" |
| 2 | Michel Grain | Bic                      | m. t.      |
| 3 | Ramón Sáez   | Ferrys                   | m. t.      |

|   | Ciclista                | Equip        | Temps      |
| - | ----------------------- | ------------ | ---------- |
| 1 | Antonio Gómez del Moral | Kas          | 17h 0' 07" |
| 2 | Willy Van Neste         | Mann-Grundig | + 22"      |
| 3 | Gregorio San Miguel     | Kas          | + 42"      |

### 5a etapa[5]
10-09-1967: Manresa - Barcelona - Tàrrega, 217,0 km. :
|   | Ciclista             | Equip        | Temps      |
| - | -------------------- | ------------ | ---------- |
| 1 | Daniel Van Ryckeghem | Mann-Grundig | 5h 22' 15" |
| 2 | Ramón Sáez           | Ferrys       | m. t.      |
| 3 | Jordi Mariné         | Fagor        | m. t.      |

|   | Ciclista                | Equip        | Temps       |
| - | ----------------------- | ------------ | ----------- |
| 1 | Antonio Gómez del Moral | Kas          | 22h 22' 22" |
| 2 | Willy Van Neste         | Mann-Grundig | + 22"       |
| 3 | Gregorio San Miguel     | Kas          | + 42"       |

### 6a etapa[6]
11-09-1967: Tàrrega - Camprodon, 237,0 km. :
|   | Ciclista             | Equip                    | Temps      |
| - | -------------------- | ------------------------ | ---------- |
| 1 | Jan Janssen          | Pelforth-Sauvage-Lejeune | 6h 54' 19" |
| 2 | Daniel Van Ryckeghem | Mann-Grundig             | m. t.      |
| 3 | Jacques Guiot        | Bic                      | m. t.      |

|   | Ciclista                | Equip        | Temps       |
| - | ----------------------- | ------------ | ----------- |
| 1 | Antonio Gómez del Moral | Kas          | 29h 16' 41" |
| 2 | Willy Van Neste         | Mann-Grundig | + 22"       |
| 3 | Gregorio San Miguel     | Kas          | + 42"       |

### 7a etapa[6]
12-09-1967: (7A Camprodon - Figueres 86 km) i (7B Figueres – l'Estartit 45 km CRI):
|   | Ciclista                    | Equip                    | Temps      |
| - | --------------------------- | ------------------------ | ---------- |
| 1 | Jan Janssen                 | Pelforth-Sauvage-Lejeune | 2h 01' 35" |
| 2 | Ramón Sáez                  | Ferrys                   | m. t.      |
| 3 | José Manuel López Rodríguez | Fagor                    | m. t.      |

|   | Ciclista         | Equip          | Temps      |
| - | ---------------- | -------------- | ---------- |
| 1 | Jacques Anquetil | Bic            | 1h 08' 10" |
| 2 | Robert Hagmann   | Grammont-Tigra | + 46"      |
| 3 | Francisco Gabica | Kas            | + 1' 35"   |

|   | Ciclista         | Equip          | Temps      |
| - | ---------------- | -------------- | ---------- |
| 1 | Jacques Anquetil | Bic            | 3h 09' 45" |
| 2 | Robert Hagmann   | Grammont-Tigra | + 56"      |
| 3 | Francisco Gabica | Kas            | + 1' 38"   |

|   | Ciclista                | Equip          | Temps       |
| - | ----------------------- | -------------- | ----------- |
| 1 | Jacques Anquetil        | Bic            | 32h 27' 45" |
| 2 | Antonio Gómez del Moral | Kas            | + 37"       |
| 3 | Robert Hagmann          | Grammont-Tigra | + 1' 16"    |

### 8a etapa[7]
13-09-1967: l'Estartit - Castelldefels, 180,0 km.:
|   | Ciclista             | Equip                    | Temps      |
| - | -------------------- | ------------------------ | ---------- |
| 1 | Daniel Van Ryckeghem | Mann-Grundig             | 4h 38' 40" |
| 2 | Jan Janssen          | Pelforth-Sauvage-Lejeune | m. t.      |
| 3 | Ramón Sáez           | Ferrys                   | m. t.      |

|   | Ciclista                | Equip          | Temps       |
| - | ----------------------- | -------------- | ----------- |
| 1 | Jacques Anquetil        | Bic            | 37h 06' 25" |
| 2 | Antonio Gómez del Moral | Kas            | + 37"       |
| 3 | Robert Hagmann          | Grammont-Tigra | + 1' 16"    |

## Classificació General
|    | Ciclista                 | Equip                    | Temps       |
| -- | ------------------------ | ------------------------ | ----------- |
| 1  | Jacques Anquetil         | Bic                      | 37h 06' 25" |
| 2  | Antonio Gómez del Moral  | Kas                      | + 37"       |
| 3  | Robert Hagmann           | Grammont-Tigra           | + 1' 16"    |
| 4  | Ginés García             | Fagor                    | + 1' 38"    |
| 5  | José Manuel Lasa         | Fagor                    | + 1' 55"    |
| 6  | José Pérez Francés       | Kas                      | + 2' 11"    |
| 7  | Gregorio San Miguel      | Kas                      | + 2' 23"    |
| 8  | Bernard Guyot            | Pelforth-Sauvage-Lejeune | + 2' 33"    |
| 9  | Willy Van Neste          | Mann-Grundig             | + 2' 52"    |
| 10 | Bernard Van De Kerckhove | Pelforth-Sauvage-Lejeune | + 3' 16"    |

## Classificacions secundàries
|   | Ciclista               | Equip | Punts    |
| - | ---------------------- | ----- | -------- |
| 1 | Joaquín Galera         | Kas   | 50 punts |
| 2 | Antonio Blanco         | Karpy | 41 punts |
| 3 | Francisco Juan Granell | Karpy | 38 punts |

|   | Ciclista                    | Equip                    | Punts    |
| - | --------------------------- | ------------------------ | -------- |
| 1 | Jordi Mariné                | Fagor                    | 19 punts |
| 2 | José Manuel López Rodríguez | Fagor                    | 12 punts |
| 3 | Émile Bodart                | Pelforth-Sauvage-Lejeune | 6 punts  |

|   | Ciclista             | Equip                    | Punts    |
| - | -------------------- | ------------------------ | -------- |
| 1 | Daniel Van Ryckeghem | Mann-Grundig             | 56 punts |
| 2 | Jan Janssen          | Pelforth-Sauvage-Lejeune | 46 punts |
| 3 | Michel Grain         | Bic                      | 35 punts |

|   | Equip        | Nacionalitat | Temps        |
| - | ------------ | ------------ | ------------ |
| 1 | Fagor        | Espanya      | 148h 36' 26" |
| 2 | Kas          | Espanya      | + 15"        |
| 3 | Mann-Grundig | Bèlgica      | + 12' 30"    |